# Hans Döring

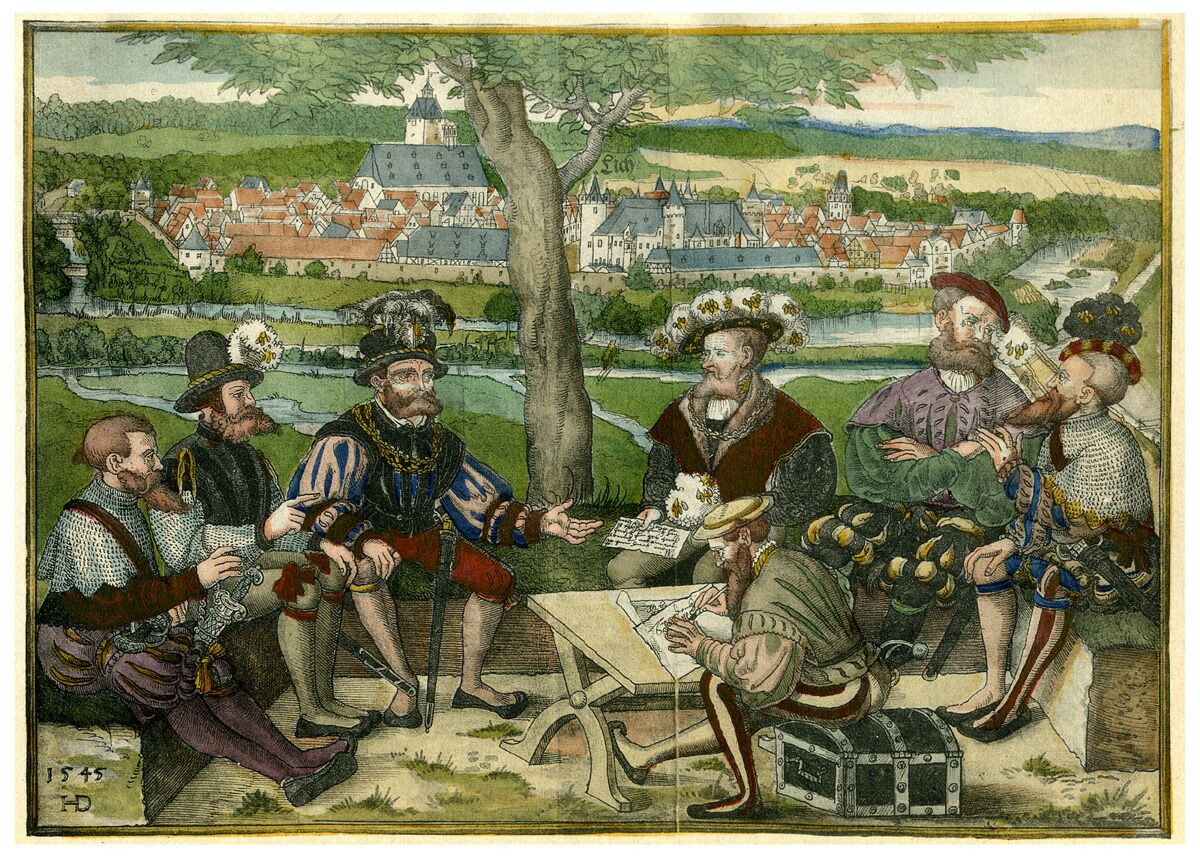
Overleg van militaire officieren ten tijde van de Schmalkaldische Oorlog, 1546.

Hans Döring (ca. 1490 - 1558) was een Duits kunstschilder. 
Döring werd omstreeks 1483 in Heustreu geboren. Op zijn familiewapen staat een molen, en het is dan ook aannemelijk dat hij uit een molenaarsfamilie stamde. Zijn naam komt voor in de inschrijvingsregisters van 1499, 1503 en 1511 van de Universiteit van Erfurt. In 1511 schreef hij zich in bij de Universiteit van Wittenberg. Het oudste schilderij waarvan het zeker is dat het door hem is gemaakt, is een zelfportret uit 1511 dat gesigneerd is met de initialen "HD". In de jaren daarna werkte Döring in Wittenberg samen met Lucas Cranach de Oudere. Zijn tweede schilderij is een afbeelding van Lucretia uit 1514. In 1515 en 1518 maakte hij twee altaarstukken. Hij overleed in 1558.

## Galerij van schilderijen

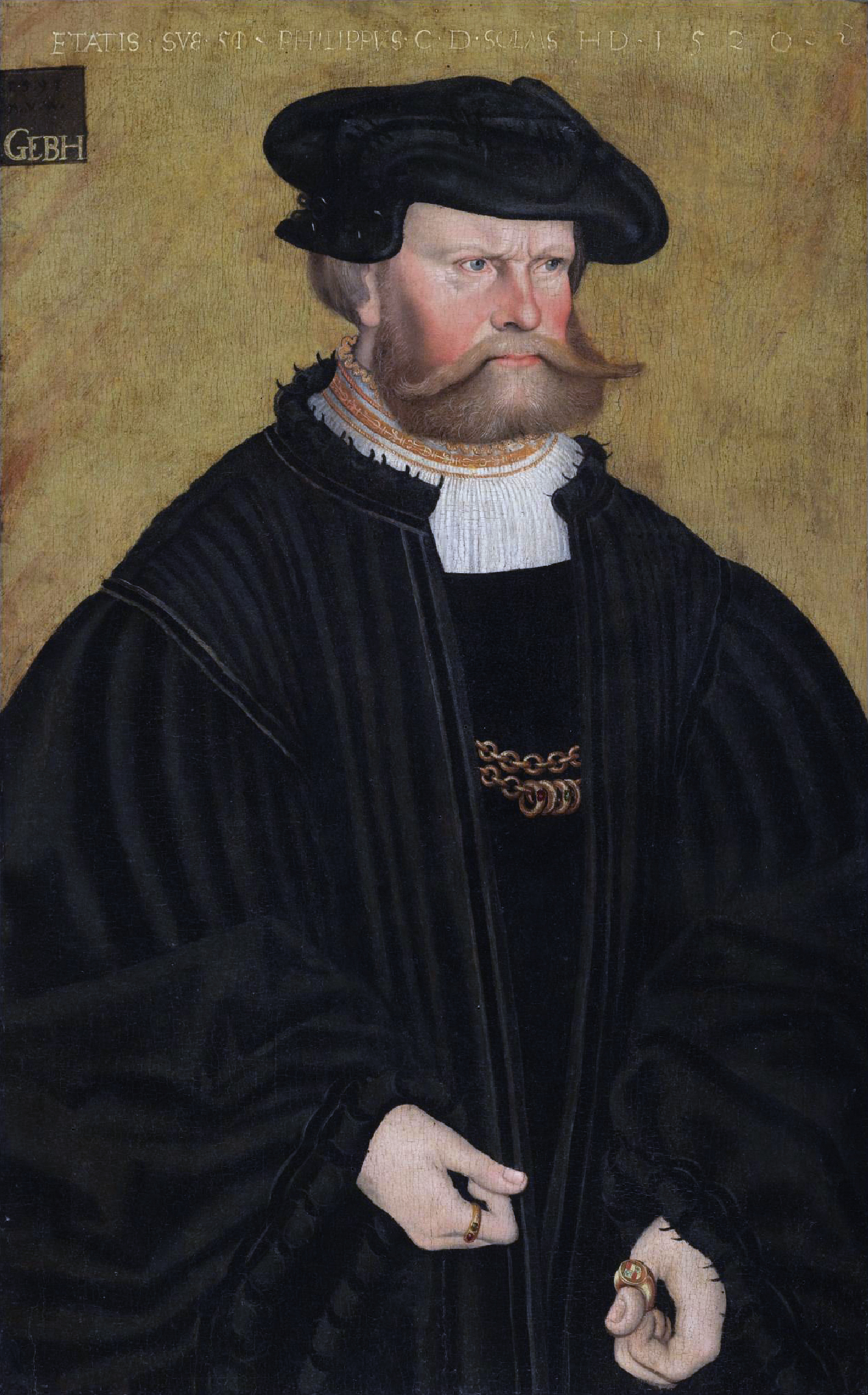
Phillip von Solms zu Lich, 1520
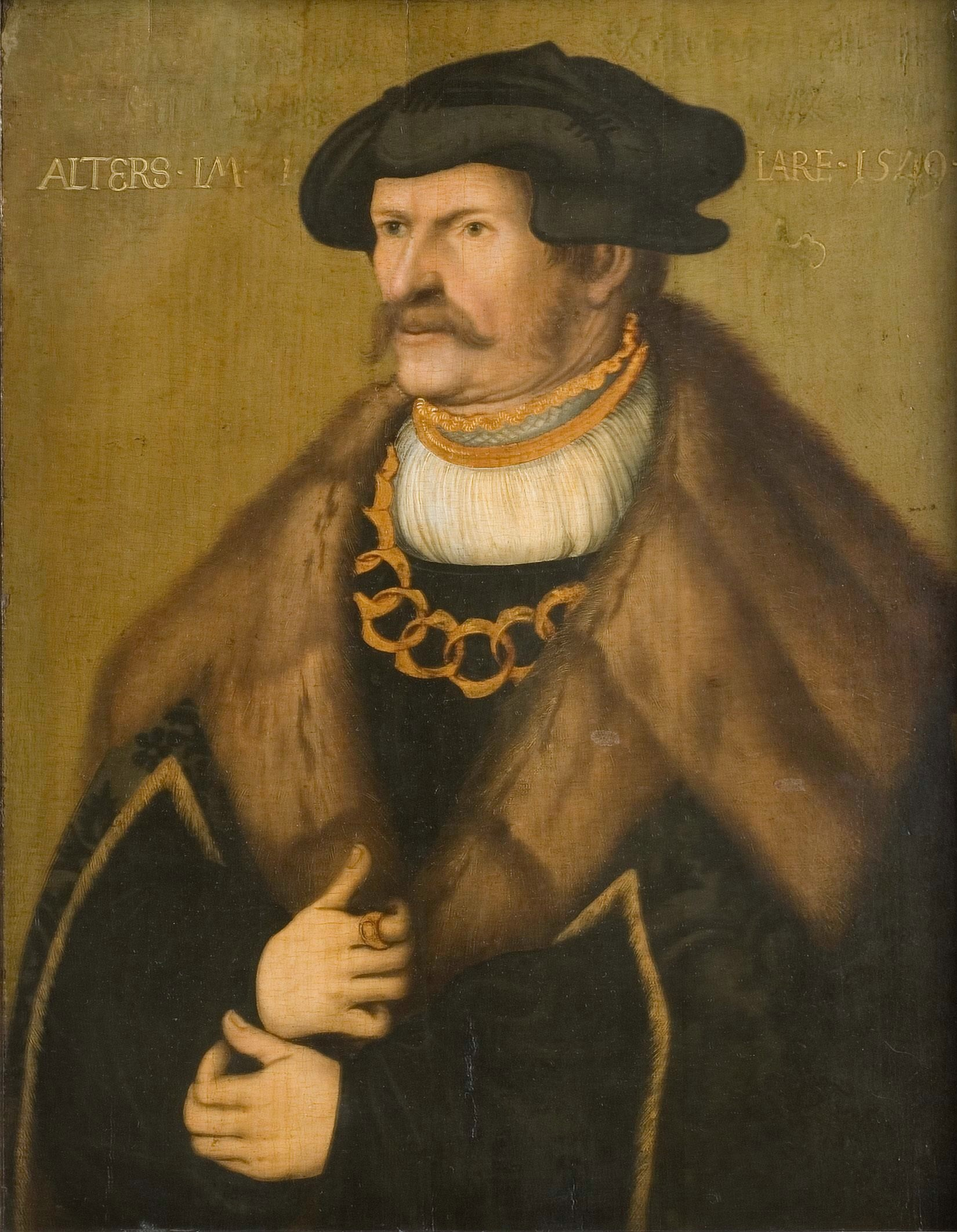
Phillip von Solms

- Gemeinsame Normdatei: 140388826
- RKD-Nederlands Instituut voor Kunstgeschiedenis: 23915
- Union List of Artist Names: 500101579
- Virtual International Authority File: 96434378